# Pygostylia
Pygostylia è un gruppo di avialani che comprende i Confuciusornithidae e tutte le specie più avanzate, gli Ornithothoraces.

## Definizione
Il gruppo Pygostylia doveva includere tutti gli avialani con una coda corta e tozza, al contrario delle lunghe code rettiliane di specie più primitive, come Archaeopteryx lithographica, nominato da Sankar Chatterjee, nel 1997. Louis Chiappe in seguito definì Pygostylia come un clade basato sul nodo, "l'antenato comune dei Confuciusornithidae e dei Neornithes più tutti i suoi discendenti". Nel 2001, Jacques Gauthier e Kevin De Queiroz raccomandarono di usare il concetto originale di clade basato sull'apomorfia di Chatterjee al posto della definizione basata sul nodo di Chiappe, ma questa raccomandazione fu seguita in modo incoerente. Louis Chiappe e coautori continuano a usare la definizione di Chiappe, spesso attribuendo la paternità del nome a Chiappe (2001) o Chiappe (2002) piuttosto che a Chatterjee.
Questo cladogramma segue i risultati di uno studio filogenetico di Jinghai O'Connor e colleghi (2016):
|  | † Confuciusornithiformes                                                                          |
|  |                                                                                                   |
|  | \| \| † Didactylornis \| \| \| \| \| \| † Sapeornis \| \| \| \| \| \| Ornithothoraces \| \| \| \| |
|  |                                                                                                   |
|  | † Didactylornis                                                                                   |
|  |                                                                                                   |
|  | † Sapeornis                                                                                       |
|  |                                                                                                   |
|  | Ornithothoraces                                                                                   |
|  |                                                                                                   |

|  | † Didactylornis |
|  |                 |
|  | † Sapeornis     |
|  |                 |
|  | Ornithothoraces |
|  |                 |

## Descrizione
Chiappe osservò che sotto la sua definizione, tutti i membri della Pygostylia condividono quattro caratteristiche uniche. Il tratto che dà il nome al gruppo è la presenza di un pigostilo, ossia un insieme di vertebre fuse alla fine della coda. Un altro è l'assenza di un iposfene-hypantrum, e la presenza di un osso pubico invertito separato dall'asse principale del sacro da un angolo da 45 a 65 gradi. Infine, vi è un condilo mediale bulboso del tibiotarsus (osso degli arti posteriori).
I pygostyli si dividono in due gruppi distinti per quanto riguarda il pigostilo: Gli Ornithothoraces hanno un pigostilo a forma di vomere, mentre i componenti più primitive del gruppo avevano pigostili più astiformi.
Il primo membro noto del gruppo è la specie enanthiornithina Protopteryx fengningensis, proveniente dal Membro Sichakou, della Formazione Huajiying, Cina, risalente a circa 131 milioni di anni fa, sebbene almeno un altro enanthiornithino, Noguerornis, potrebbe essere ancora più antico, fino a 145,5 milioni di anni fa, sebbene l'età esatta sia incerta.